# Cereixedo
Cereixedo (llamada oficialmente Santiago de Cereixedo) es una parroquia y una entidad de población española del municipio de Cervantes, en la provincia de Lugo, Galicia.

## Organización territorial
La parroquia está formada por veintiséis entidades de población, constando veinticuatro de ellas en el nomenclátor del Instituto Nacional de Estadística español:

### Entidades de población
Entidades de población que forman parte de la parroquia:
- A Campa da Braña
- A Campa de Fieiró
- A Degrada
- A Freita
- Airoá
- A Ponte de Doiras
- Aucella
- A Veiga do Seixo
- Cabanas Antigas
- Cancillós
- Castelo de Frades
- Cela
- Cereixedo
- Chan de Pracía
- Deva
- Folgoso
- Fonquente
- O Fondo da Costa
- O Freixo
- O Pando
- Prados
- San Martín
- San Rebordín
- Santa Marta
- Trabado

### Despoblado
Despoblado que forma parte de la parroquia:
- Río de Cereixedo

## Demografía
| Gráfica de evolución demográfica de Cereixedo entre 2000 y 2019 |
|                                                                 |
| Datos según el nomenclátor publicado por el INE.                |